# Lokomotiva 742.7
Lokomotiva 742.7 je motorová lokomotiva vzniklá modernizací lokomotivy řady 742, kterou provádí společnost CZ LOKO. První kus byl modernizován v roce 2009 pro dopravce ČD Cargo.

## Technické provedení
Modernizace vychází z koncepce použité u modernizovaných lokomotiv řady 741.7, od kterých se liší zejména nižší celkovou hmotností, neboť lokomotivy 742.7 vznikají přestavbou lehčích strojů řady 742, zatímco řada 741.7 je postavena na bázi stroje řady 740.
V rámci modernizace došlo k náhradě původního hnacího agregátu novým spalovacím motorem typu Caterpillar 3508C, který přes trakční alternátor Siemens 1FC2 631-6B029Z pohání jednotlivé trakční motory. Zcela nová je klimatizovaná kabina strojvedoucího. Sníženy byly představky po obou stranách kabiny, což zlepšuje výhled strojvedoucího. Byla zvýšena konstrukční rychlost z původních 90 km/h na 100 km/h. Stanoviště je provedeno zcela nově a řídicí pulty se zobrazovacími displeji byly osazeny pro oba směry jízdy. Řízení lokomotivy původně zajišťoval mikroprocesorový řídicí systém UniControls, ale v roce 2010 byl nahrazen řídicím systémem MSV. K zadávání poměrného tahu slouží kombinovaný pákový ovladač namísto původního kontroléru. Doplněna je také EDB, pracující v součinnosti s doplňkovou pneumatickou brzdou.
Na základě zkušeností s prototypovou lokomotivou 742.701 navrhlo CZ LOKO inovovanou verzi, které se na první pohled liší provedením kapot. K motoru stejného typu je připojen trakční alternátor Siemens 1FC2 560-6. Lokomotiva je rovněž vybavena mobilním zabezpečovačem ETCS L2. Tato verze je vyráběna od roku 2019 (první lokomotivou v tomto provedení byla 742.711 pro ČD Cargo).

## Výroba a provoz
První vyrobený kus 742.701 byl v rámci ČD Carga přidělen do SOKV Ostrava, Provozní jednotky Ostrava, která jej od června 2010 začala nasazovat na různé posty v rámci ostravského uzlu.

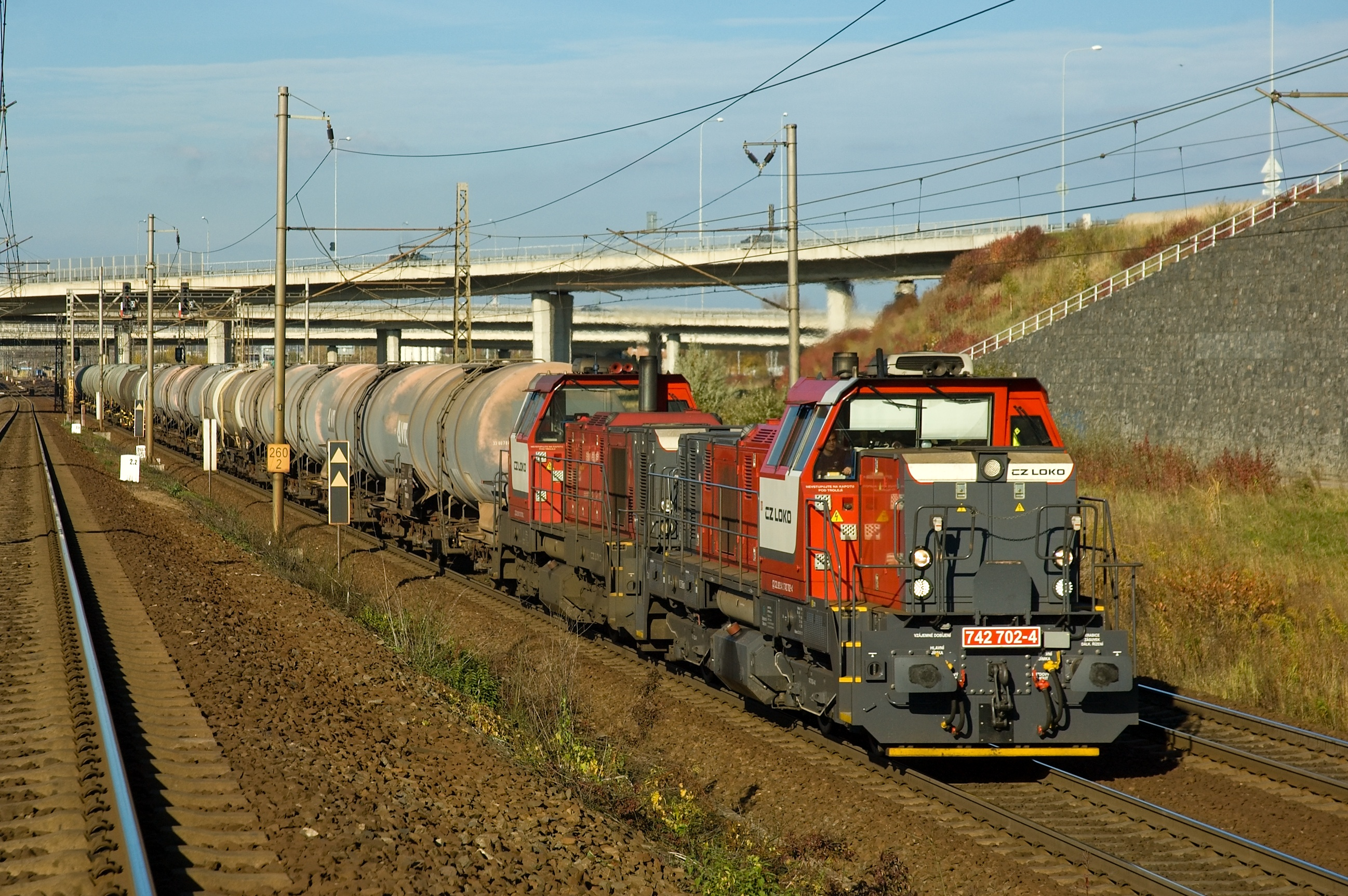
Stroje 742.702 a 742.703 ve službách dopravce Unipetrol Doprava

V roce 2012 CZ LOKO přestavělo další čtyři lokomotivy, které obdržely čísla 742.702 až 742.705. Tyto stroje byly pronajímány různým dopravcům nebo do vlečkových provozů, ale v letech 2016 až 2018 byly upraveny na řadu 741.7 (konkrétně čísla 741.731 až 741.734). Například lokomotiva 742.704 byla v roce 2013 ve zkušebním provozu na vlečce ArcelorMittal Ostrava.

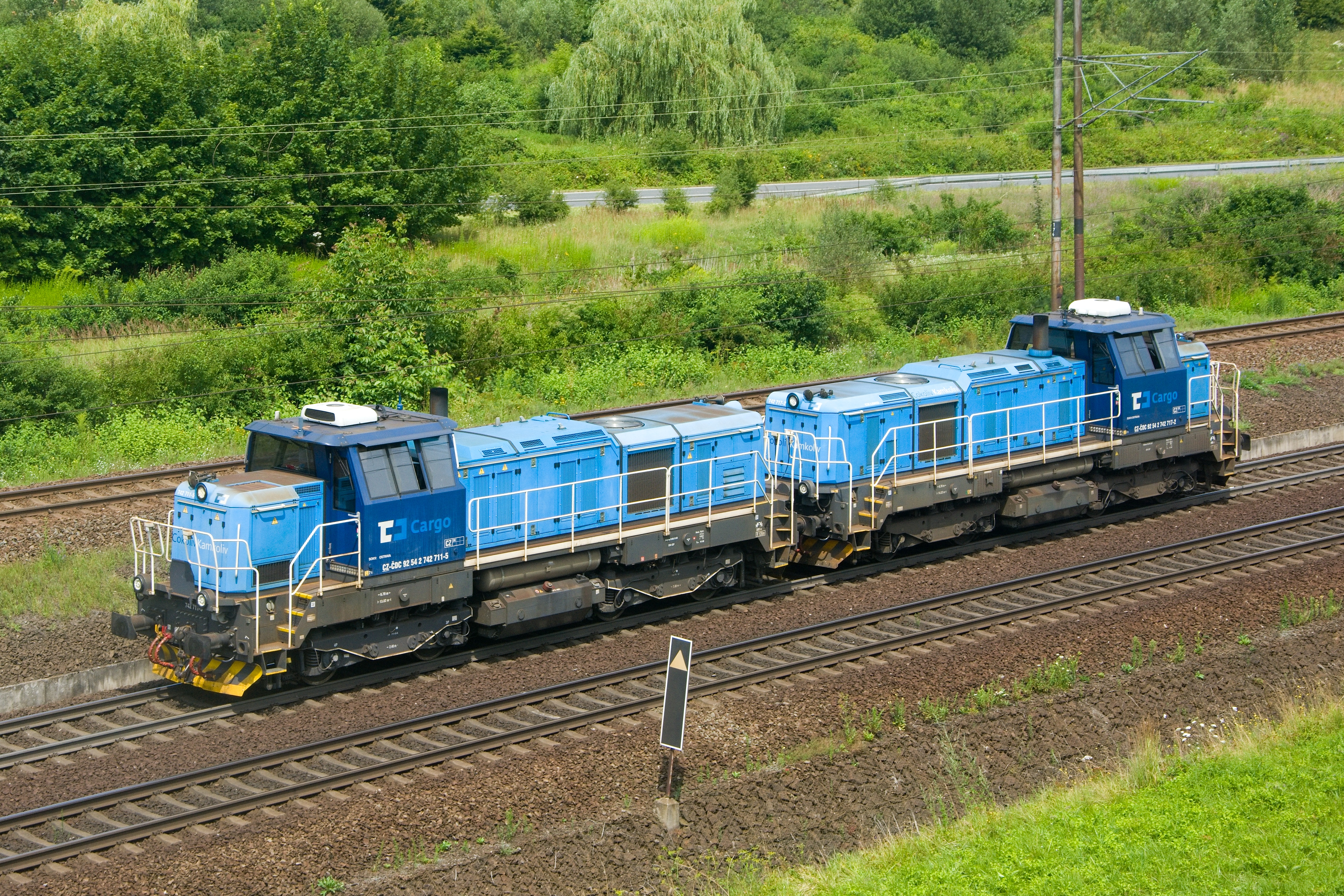
Lokomotivy ČD Cargo č. 742.711 (první sériový stroj) a 742.717

V říjnu 2018 pak ČD Cargo objednalo celkem 50 lokomotiv řady 742.71, dodávky byly rozvrženy na léta 2019 až 2022. První tři vyrobené lokomotivy (742.711 až 713) byly dodány do SOKV České Budějovice, další stroje šly i do jiných organizačních jednotek ČD Cargo. V prosinci 2022 byl dopravci předán poslední objednaný kus - 742.760, ale číselně předcházejí lokomotiva 742.759 ještě v té době nebyla dokončena a byla dodána později. Na tuto sérii pak navázala výroba dalších 25 (+ 5 opčních) stejných lokomotiv, které ČD Cargo objednalo v roce 2022. Konečná montáž lokomotiv probíhala zpočátku v České Třebové, následně se přesunula do Jihlavy
Na stroje pro ČD Cargo pak již v roce 2020 číselně navázaly stroje 742.761 a 742.762 pro CER Slovakia. Další lokomotiva v pořadí – 742.763 – byla v listopadu 2021 dokončena pro dopravce Rail Cargo Carrier - Czech Republic, který ji pořídil formou pronájmu od Unicredit Leasing. Čtyři lokomotivy, které obdržely čísla 742.764 až 742.767 byly vyráběny pro firmu Ostravská dopravní společnost - Cargo (ODC), první byla dodána na jaře 2022. Jeden ze strojů ODC je roku 2023 pravidelně nasazen na posunu v intermodálním terminálu Mošnov.

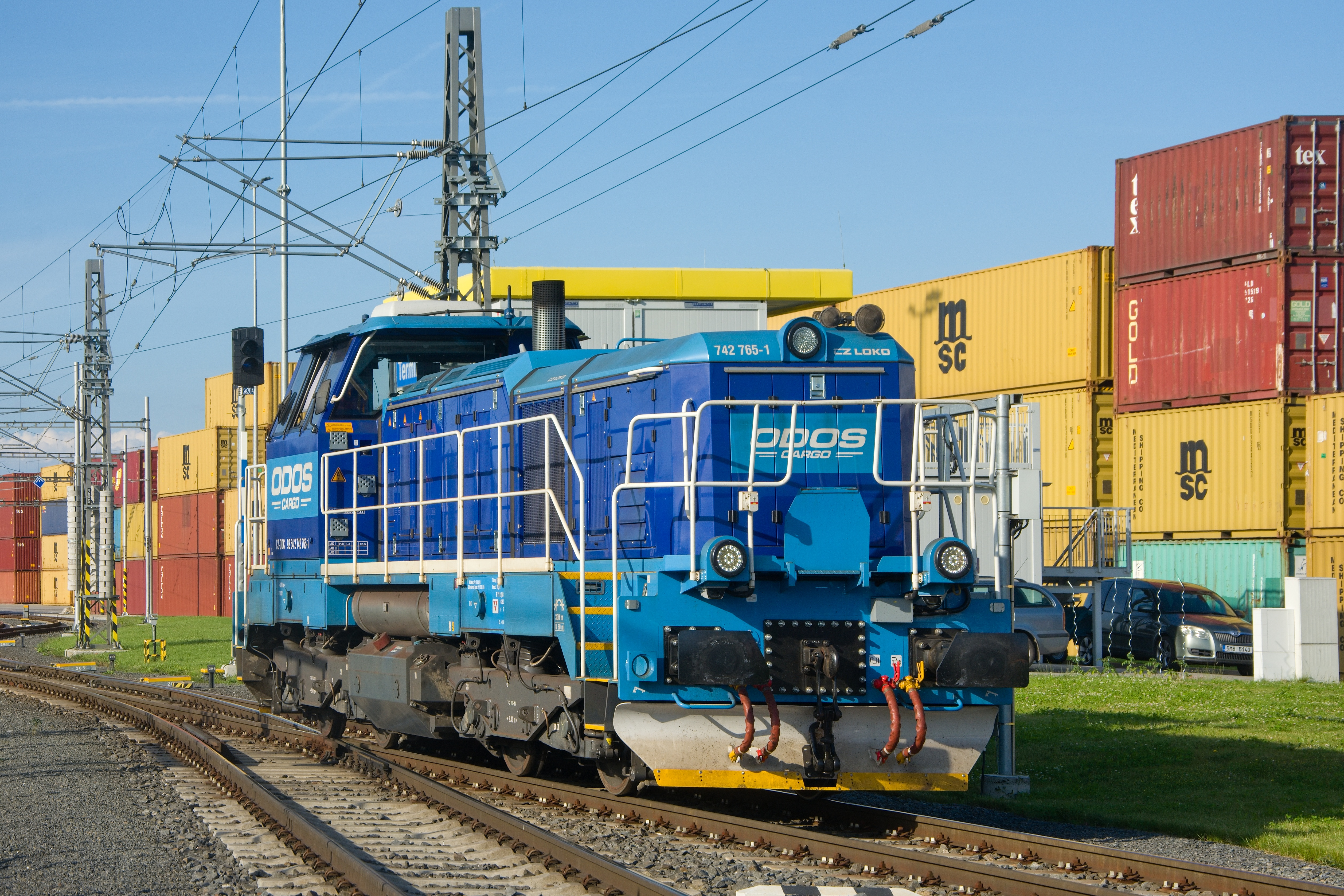
Lokomotiva 742.765 na posunu v terminálu Mošnov

V červnu 2022 si 20 kusů obdobných lokomotiv (s opcí na dalších 20) objednal slovenský dopravce Železničná spoločnosť Cargo Slovakia, tyto stroje však na Slovensku získaly označení 742.65. Rekonstrukce prvních dvou lokomotiv ještě proběhly v Česku, výroba dalších ale byla přesunuta do chorvatské továrny TŽV Gredelj. První stroj byl výrobně dokončen v lednu 2022. Obdobnou rekonstrukci svých 14 strojů řady 742 si objednaly i České dráhy, s ohledem na jisté konstrukční odlišnosti jiam však byla přidělena řada 743.2.
Výroba lokomotiv probíhala v kooperaci závodů CZ LOKO v České Třebové a Jihlavě, konečnou montáž a oživení strojů pak zpočátku zajišťoval závod v České Třebové. Od dubna 2021 pak byla kompletace lokomotiv přemístěna do Jihlavy. Příprava rámů původních lokomotiv řady 742 pro přestavbu na stroje 742.71 pak prováděla v depu Kutná Hora společnost WYNX Pool, která byla v září 2023 přejmenována na PARI CZ Servis a současně do ní majetkově vstoupilo CZ LOKO.